# Stanisław Krzeptowski
Stanisław Krzeptowski, ps. „Biały” (ur. 1860 w Kościelisku, zm. 15 marca 1932 w Zakopanem) – polski pisarz ludowy, gawędziarz góralski.

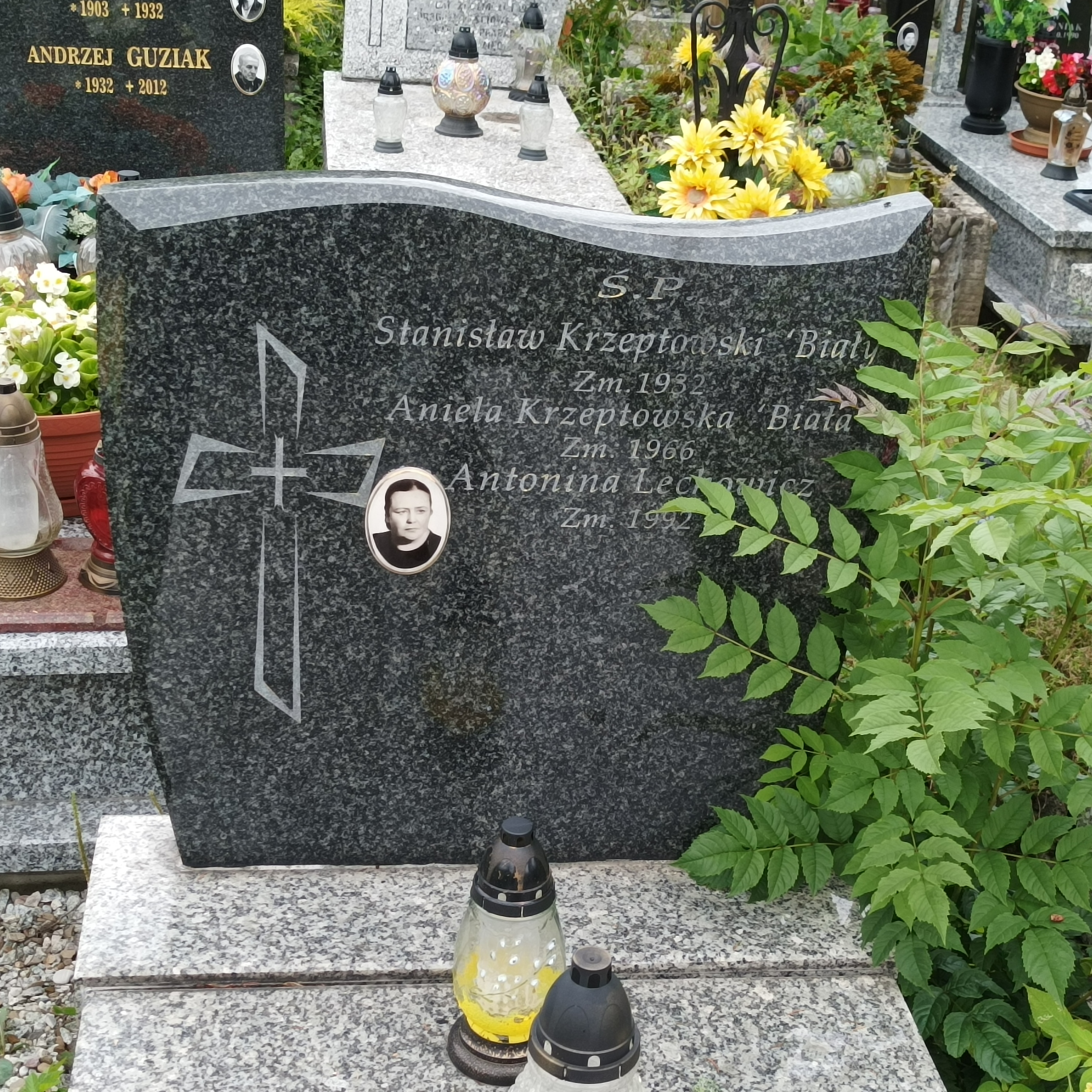
Grób Stanisława Krzeptowskiego na Nowym Cmentarzu w Zakopanem

Urodził się w licznej rodzinie, miał jedenaścioro rodzeństwa. Był bratankiem Jana Krzeptowskiego-Sabały.
Hrabia Władysław Landsberg  zabrał go na kilka lat do Tyrolu. Po powrocie do Zakopanego Krzeptowski zaczął opowiadać i  spisywać bajki i legendy ludowe skąd zyskał ogromną popularność. Jego gawędy były publikowane w regionalnych gazetach, a po jego śmierci Ludowa Spółdzielnia Wydawnicza wydała zbiór gawęd Gawędy góralskie Stanisława Krzeptowskiego. Został pochowany w Nowym Cmentarzu w Zakopanem (kw. K3-4-13).